# Henry Graniero Rodriguez
Henry Josè Graniero Rodriguez (Carúpano, 19 luglio 1962) è un allenatore di pallavolo ed ex pallavolista venezuelano.
Da giocatore ha ottenuto successi come schiacciatore nella ASPC Gioia del Colle, di cui ha indossato la maglia n. 10 per 7 stagioni tra serie A1 e A2.

## Carriera

### Giocatore
È approdato in Italia nel 1992 come schiacciatore nella ASPC Gioia del Colle, all'epoca militante in serie A2.
Ha conquistato l'accesso alla serie A1 nella stagione 1993-1994, sempre con la maglia della ASPC Gioia del Colle.
Dopo due stagioni in serie A1 (1994-1995 e 1995-1996) con la squadra di Gioia del Colle (che retrocede in serie A2 proprio nel 1996), viene acquistato dalla Playa Catania, che aveva appena conquistato la qualificazione alla massima serie.
Con la Playa Catania gioca una sola stagione in serie A1 (1996-1997), nel corso della quale la squadra siciliana retrocede in serie A2, classificandosi penultima.
Tornato alla ASPC Gioia del Colle, disputa due stagioni in serie A2 (1997-1998 e 1998-1999).

### Allenatore
Ritiratosi come pallavolista, ha iniziato la carriera da allenatore proprio per la squadra di Gioia del Colle.
Rimasto legato alla città di Gioia del Colle, si è dedicato all'allenamento della squadra giovanile della cittadina pugliese, A.S.D. Pallavolo Gioia del Colle, che funge da vivaio per la squadra principale.